# Lajos Lóczy

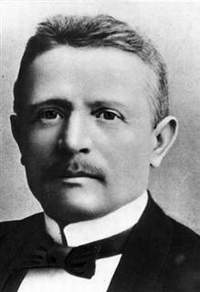
Lajos Lóczy.

Lajos Lóczy, född 2 november 1849 i Pressburg, död 13 maj 1920 i Balatonarács, var en ungersk geolog och geograf.
Lóczy medföljde som geolog 1877-1880 Széchenyi till Kina, blev 1889 professor i geografi i Budapest, senare även direktör för Ungerns geologiska undersökning och ägnade sig särskilt åt studiet av Balatonsjön. Han utgav geologiska och handelsgeografiska arbeten om Kina samt redigerade sedan 1897 publicerandet av Balatonundersökningarnas resultat.